# Phaolô Vu Bân
Phaolô Vu Bân (tiếng Trung: 于斌, Paul Yü Pin; 1901-1978) là một hồng y người Trung Quốc của Giáo hội Công giáo Rôma. Ông từng giữ chức vụ liên tiếp từ Đại diện Tông tòa Nam Kinh, sau đó thăng làm Tổng giám mục chính tòa Tổng giáo phận Nam Kinh từ năm 1936 đến khi qua đời năm 1978.

## Tiểu sử
Hồng y Vu Bân sinh ngày 13 tháng 4 năm 1901 tại Cát Lâm, Trung Quốc. Ngày 22 tháng 12 năm 1928, sau khoảng thời gian tu tập, Phó tế Vu Bân được thụ phong chức linh mục.
Ngày 7 tháng 7 năm 1936, khi mới 35 tuổi, linh mục Phaolô Vu Bân được Tòa Thánh tuyển chọn trở thành Đại diện Tông Tòa Hạt Tông tòa Nam Kinh, giám mục Hiệu tòa Sozusa in Palaestina. Lễ tấn phong cho vị giám mục trẻ tuổi được cử hành ngày 20 tháng 9 sau đó, bởi Tổng giám mục Mario Zanin, Giám quản Tông tòa Cáp Nhĩ Tân và hai giám mục phụ phong gồm có giám mục Simon Chu Khai Mẫn, giám mục chính tòa Giáo phận Hải Môn và Paul Léon Cornelius Montaigne, C.M., Đại diện Tông Tòa Bắc Kinh.
Ngày 11 tháng 4 năm 1946, Hạt Tông Tòa Nam Kinh được nâng cấp thành Tổng giáo phận Nam Kinh, ông trở thành Tổng giám mục Tiên khởi của Tổng giáo phận này.
Cuối năm 1949, chính quyền Cộng hòa Nhân dân Trung Hoa đã trục xuất ông ra khỏi nước. Ông bị buộc phải rời khỏi quê hương và tiếp tục lưu vong ở Hoa Kỳ. Do tình trạng cản tòa, vai trò cai quản Tổng giáo phận tạm thời do Giám mục Ignatiô Cung Phẩm Mai, Giám mục Thượng Hải, làm Giám quản Tông Tòa kể từ năm 1950.
Trong thời gian này, Tổng giám mục Vu Bân đã dấn thân giúp người Mỹ gốc Hoa và gây quỹ cho những người tị nạn từ Đại lục sang Đài Loan, nơi ông được bổ nhiệm làm Hiệu trưởng Đại học Công giáo Phụ Nhân năm 1961.
Tổng giám mục Vu Bân đã tham dự Công đồng Vatican II từ năm 1962 đến năm 1965. Ngày 28 tháng 4 năm 1969, Giáo hoàng Phaolô VI vinh thăng ông lên tước vị Hồng y. Ông là Hồng y đẳng linh mục của nhà thờ Gesù Divin Lavoratore.
Ngày 13 tháng 4 năm 1971, ông được bầu là Chủ tịch Hội đồng Giám mục Trung Quốc. Ông từ chức Hiệu trưởng Đại học Công giáo Phụ Nhân vào ngày 5 tháng 8 năm 1978.
Ông qua đời ở tuổi 77 vào ngày 16 tháng 8 năm 1978 do một cơn đau tim tại Rôma, nơi ông đang tham dự Mật nghị Hồng y sau khi Giáo hoàng Phaolô VI qua đời. Một phần của ông được đặt trong khuôn viên Đại học Công giáo Phụ Nhân tại Tân Trang, Tân Bắc (Đài Loan)